# إنترناشيونال سوبر ستار سوكر (لعبة فيديو 2000)
إنترناشيونال سوبر ستار سوكر (بالإنجليزية: International Superstar Soccer)، هي لعبة فيديو يابانية، صدرت في الأسواق سنة 2000، وتعمل على منصات بلاي ستيشن، بلاي ستيشن 2 وجيم بوي أدفانس، وهي من تطوير ستوديو مايجور آيه، ومن نشر شركة كونامي.

## المنتخبات العربية
توفر المنتخبات العربية لقارتين، آسيا وأفريقيا.

### آسيا
- سوريا
- البحرين
- السعودية
- الإمارات العربية المتحدة
- الأردن
- العراق
- الكويت
- قطر

### أفريقيا
- الجزائر
- مصر
- تونس
- المغرب
- ليبيا
- السودان